# ナムル
ナムㇽは、朝鮮半島の家庭料理の一つで、もやしなどの野菜やゼンマイなどの山菜、野草を塩ゆでしたものを調味料とゴマ油で和えたもの。また、素材に用いられる食用の野菜、山菜、野草のこともナムㇽという。
ナムㇽという単語の意味と用法は複雑である。 韓国国立国語院の『標準国語大辞典』の「ナムㇽ」の項には、2つの意味が提示されている。 一つ目の意味は「人が食べられる草や木の葉などをまとめて言う言葉」で、例えばワラビ、キキョウ、タラノキ、ナズナなどがあると説明する。 2番目の意味は「人が食べられる草や木の葉などを茹でたり炒めたり、または生で味付けして和えた食べ物」と出ている。すなわち、ナムㇽが最初の意味で使われる時は食材を意味し、2番目の意味で使われる時は料理した食品を指す。 この時、料理の材料は辞書的範囲より広く草や木の葉でなくても植物性材料をナムㇽ方式で料理すれば「ナムㇽ」になる。 ジャガイモは塊茎、枝の実で草や木の葉とは異なる種類だが、これらを縦に長く切って塩や醤油のようなタレを入れて炒めたり、または茹でてタレを入れて和えるとジャガイモナムㇽ、ナスナムㇽになる。 カボチャナムㇽ、大根ナムㇽも同様に材料はナムㇽではないがナムㇽのように調理した食べ物である。ナムㇽは、普通の野菜に限らず、食用可能な植物を集めて、胡麻油などの調味料で味付けする料理のことである。葉や実はもちろん、茎や根、皮、新芽など様々な部分を使う。茹でるか炒めるかが基本だが、乾かして蒸したり、生のまま和えたりする方法もある。

## 概要
ナムㇽは日本においては、「ビビンバの具に使われるもの」と認識されているが、韓国では食事のおかずとして欠かせないものであり、パンチャン（常備菜）として冷蔵庫に数種類保存されているのが通常である。調理法は単純だが素材が多様であるため、多くの種類が存在する。ムチㇺ（무침、「和え物」の意）とも呼ばれる。
大豆もやしのナムㇽは「コンナムㇽ」（콩나물）といい、全羅北道全州ではこれを入れたスープの「コンナムㇽクッ」（콩나물국）や、さらにご飯を入れた「コンナムㇽクッパ」（콩나물국밥）が名物になっている。

## ギャラリー

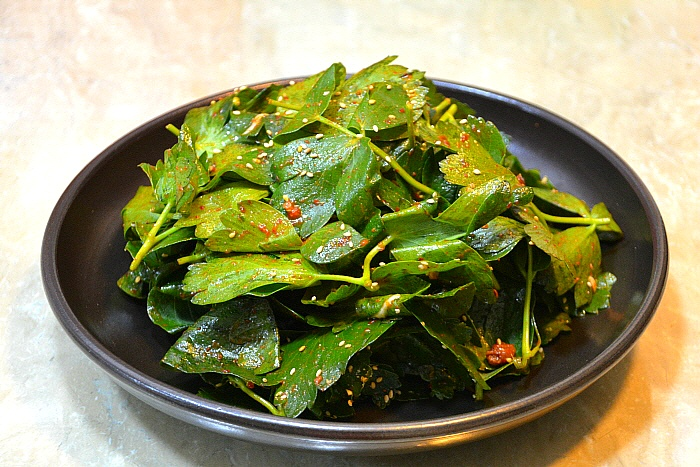
長命草のナムㇽ
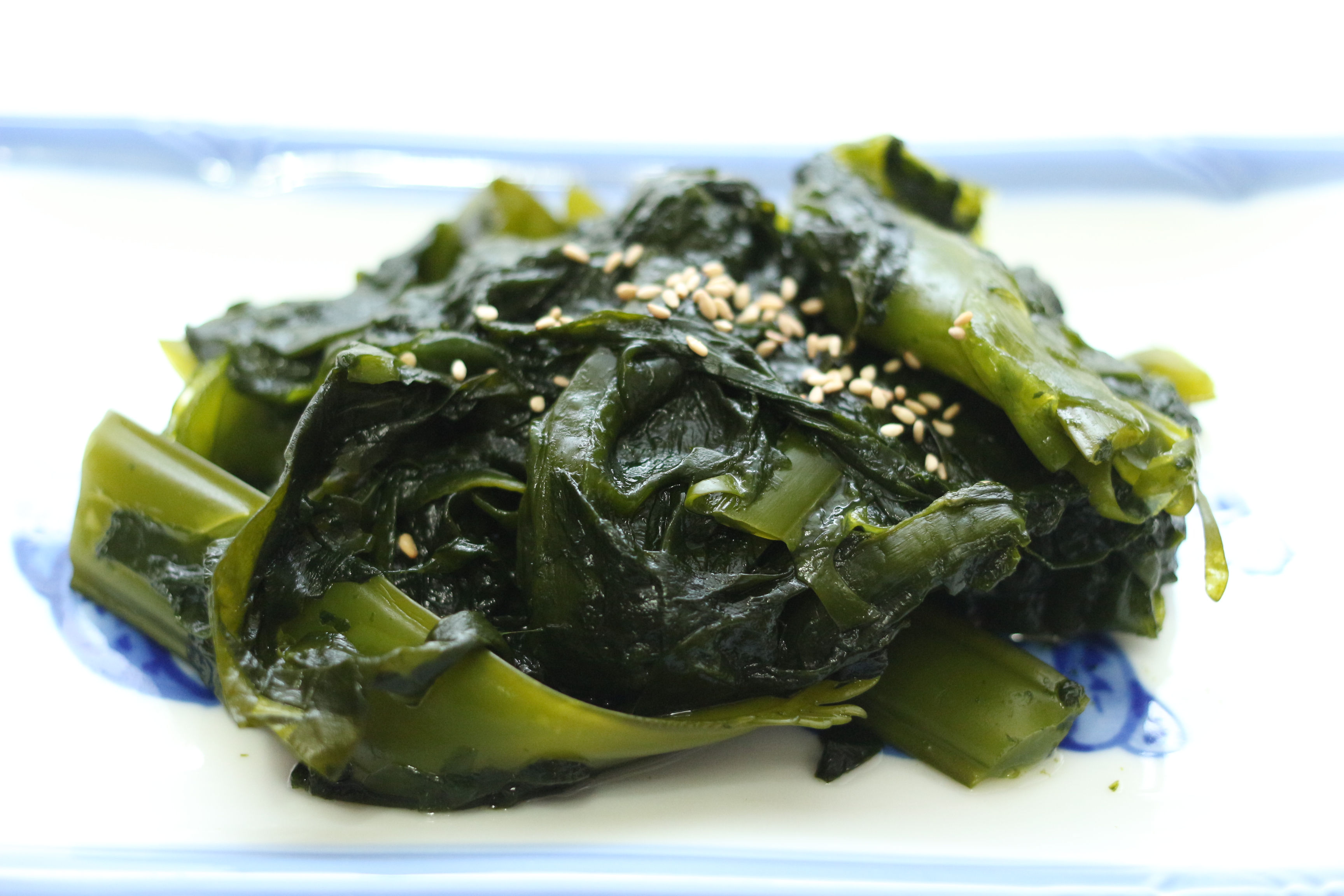
わかめのナムㇽ
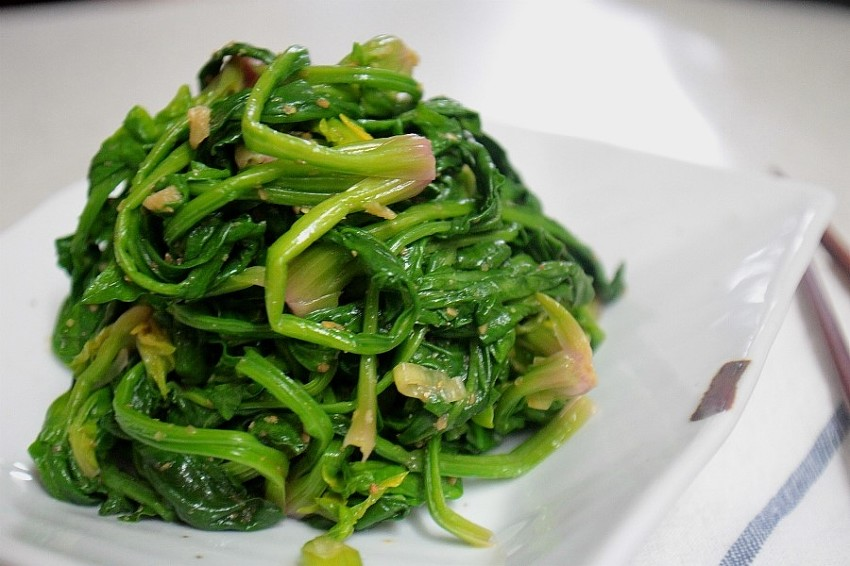
ほうれん草のナムㇽ
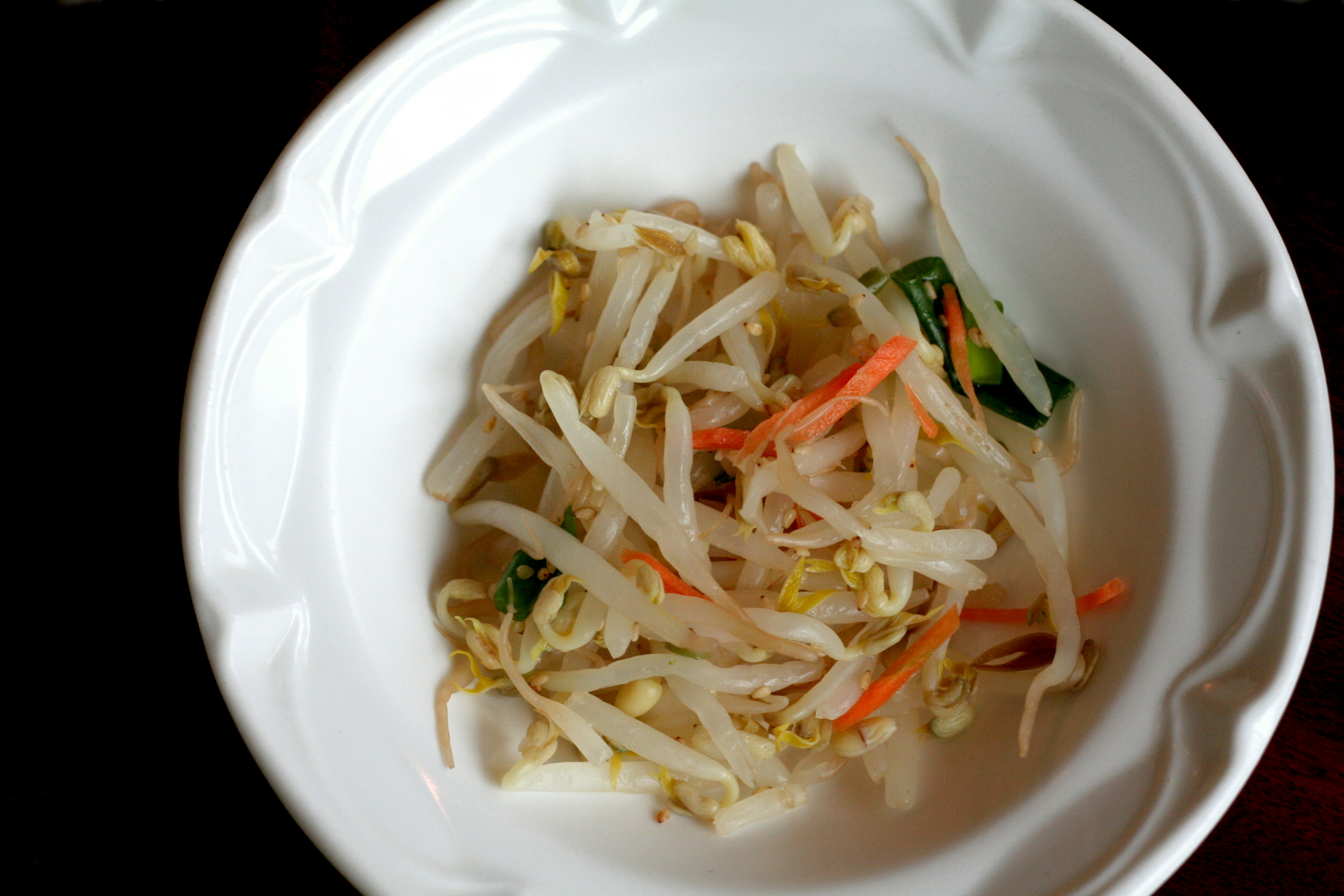
もやしのナムㇽ
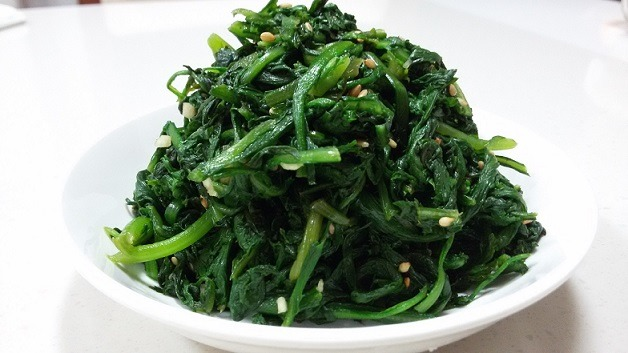
春菊のナムㇽ
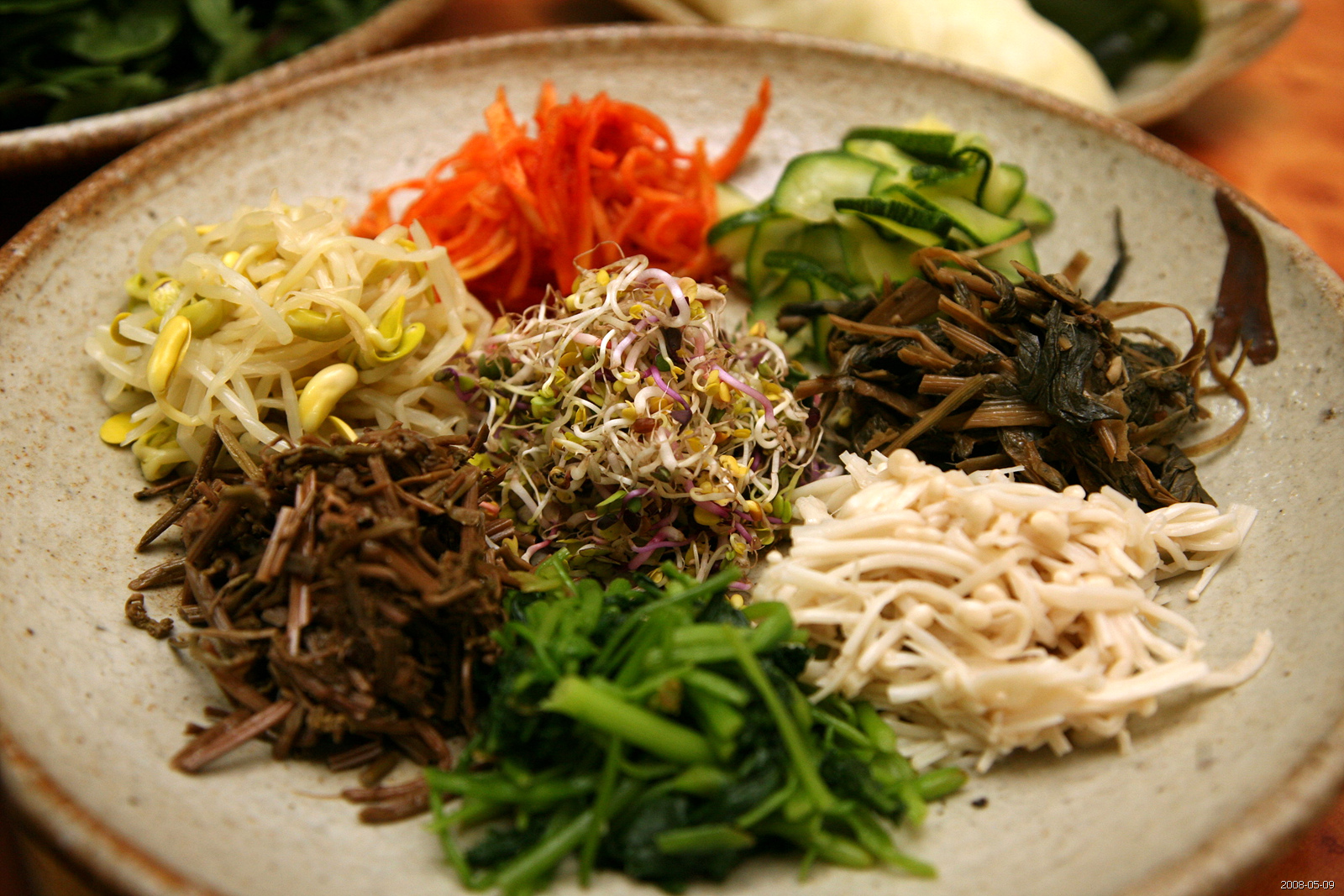
ビビンバに用いる様々なナムㇽ

| - 長命草のナムㇽ - わかめのナムㇽ - ほうれん草のナムㇽ - もやしのナムㇽ - 春菊のナムㇽ - ビビンバに用いる様々なナムㇽ |